# Oracol
Oracole sunt:

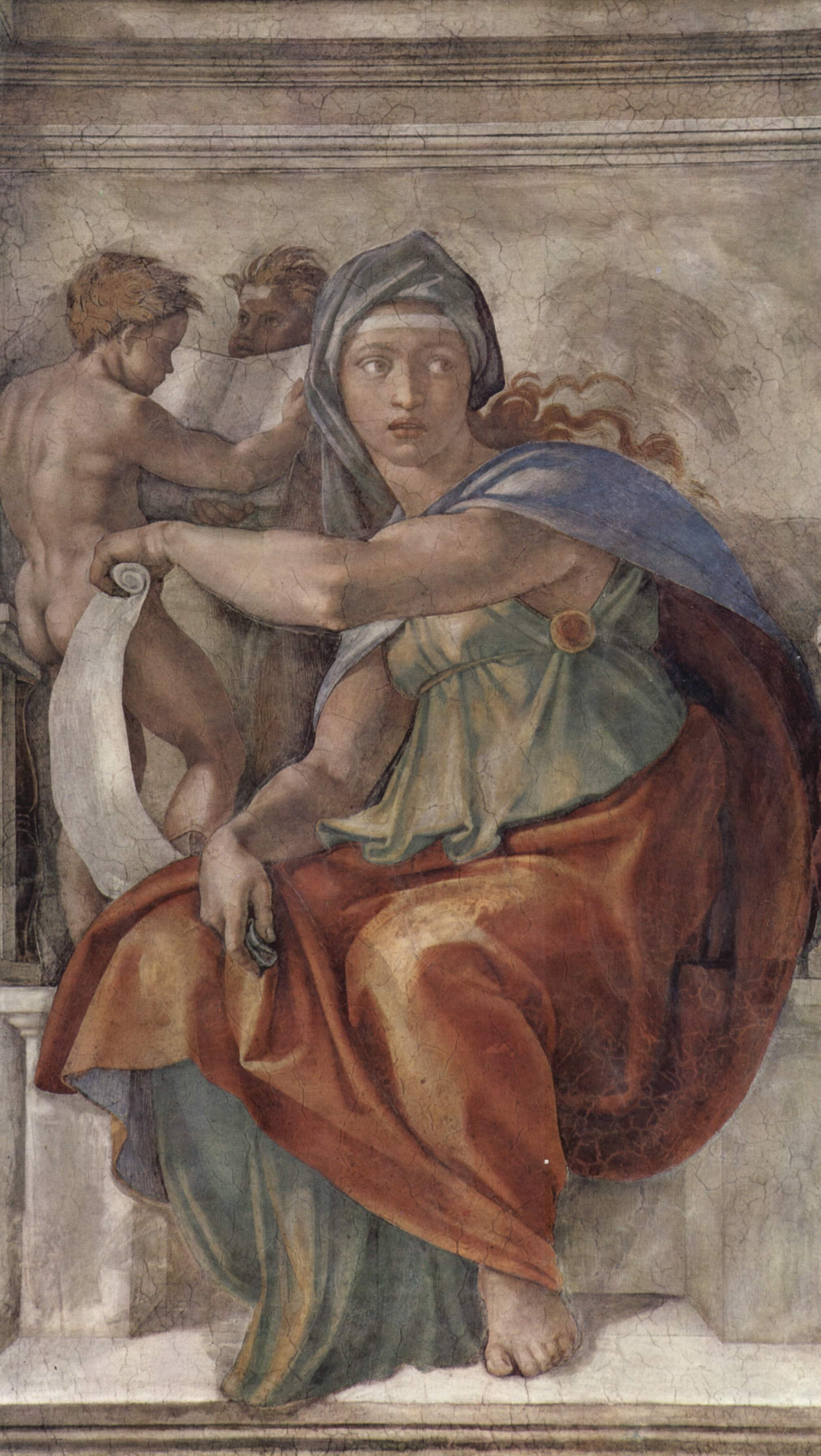
„Sibila delfinică” de Michelangelo din Capela Sixtină, Vatican

- Voința divinității exprimată prin profeți sau apostoli.
- Răspunsurile divinității la întrebările puse de oameni în diferite locuri „sfinte”.
- Templele și sanctuarele unde se poate consulta o divinitate.
- Sentințele care pretind a fi infailibile.

Cele mai faimoase oracole au fost cele de la Dodona (unde Zeus oferea răspunsuri prin foșnetul stejarilor) și cel de la Delphi (unde Apollo dădea răspunsuri prin intermediul preotesei Pythia). În ambele locuri, răspunsurile erau atât de ambigue, încât era imposibil să se ateste veridicitatea lor. 